# Paleodieta

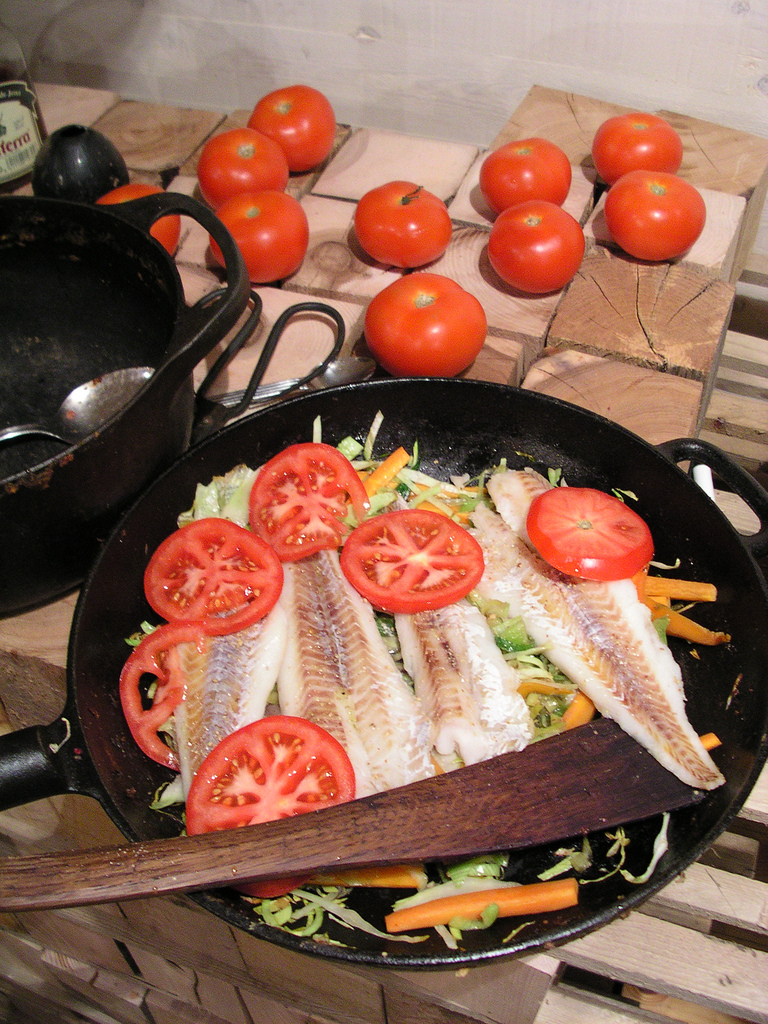
Paleo cibo contemporaneo

La paleodieta, chiamata anche dieta paleolitica o dieta delle caverne, è un regime dietetico contemporaneo che intenderebbe riproporre un ipotetico tipo di alimentazione che avrebbe caratterizzato le popolazioni umane vissute nel periodo precedente l'introduzione dell'agricoltura, avvenuta circa 10 000 anni fa.

## Accezione dietologica recente

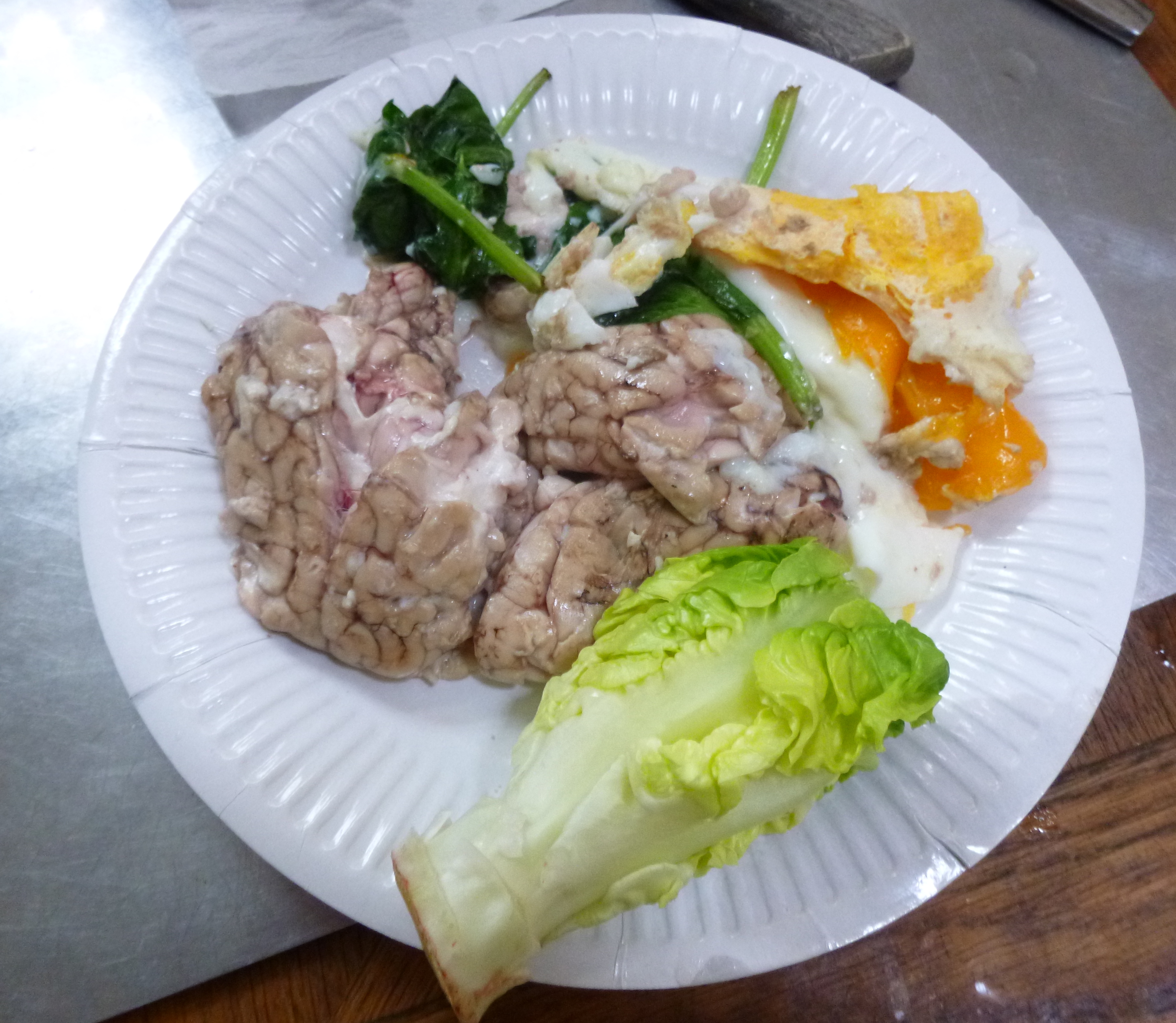
Piatto con cervello di maiale, uova e insalata

### Premessa
Il Paleolitico fu il primo periodo in cui si sviluppò la tecnologia umana con l'introduzione dei primi strumenti in pietra, seguiti nell'ultimo milione di anni dal fuoco, poi utilizzato per la cottura degli alimenti da parte di diverse specie di ominidi a partire da circa 2,5 milioni di anni fa e terminato con l'introduzione dell'allevamento e dell'agricoltura
. Per oltre due milioni di anni le specie umane trassero sostentamento da caccia, pesca e raccolta di vegetazione spontanea; a sostenere la dieta paleolitica sarebbe pertanto l'assunto, peraltro errato per la scienza moderna, che a livello genetico e fisiologico l'uomo non avrebbe subito grossi mutamenti dopo il Paleolitico, sebbene si sia assai evoluto dal punto di vista culturale, tecnologico e scientifico. Infatti, negli ultimi due milioni di anni i cambiamenti genetici sono stati tali da produrre una diversificata progenie di specie umane di cui una mezza dozzina afferenti al genere Australopithecus e più di una dozzina afferenti al genere Homo.

### Teoria e origine della paleodieta
La dieta fu elaborata per la prima volta negli anni trenta dal dentista Weston A. Price, che a seguito dei suoi viaggi in giro per il mondo si convinse che in talune popolazioni primitive l'assenza di alcune malattie, come la carie e la tubercolosi, fosse attribuibile alla dieta alimentare da loro seguita. Questa teoria è ad oggi ampiamente smentita. Price pubblicò le sue idee in un libro nel 1939 (Nutrition and Physical Degeneration). Il libro venne riscoperto negli anni settanta da Sally Fallon, appassionata di nutrizione, che nei decenni successivi diffuse il mito dell'uomo primitivo in perfetta salute per puro interesse economico in quanto il lancio di diete paleolitiche fu accompagnato da vendite di integratori e prodotti paleo pensati apposta per sfruttare la diffusione del fenomeno.
Secondo i propugnatori della paleodieta recente, la corretta alimentazione si dovrebbe basare esclusivamente su quei cibi che erano reperibili prima dello sviluppo delle tecniche agricole, cioè su prodotti di "selvaggina" di ogni tipo, specialmente midollo, cervella, frattaglie, sangue di mammiferi (si sostiene che la muscolatura venisse consumata solo se non c'era altro), pesce, crostacei, rettili, vermi, bachi, insetti, uccelli, uova, bacche, frutti, miele, vegetali appena spuntati, radici, bulbi, noci, semi, eccetera. Queste idee sono state respinte dalla comunità scientifica internazionale e ad oggi considerate come un fattore di rischio per varie patologie tra cui cardiache e metaboliche. 
Tuttavia, se da una parte non ci sono prove che una dieta ricca di questi alimenti proteici e di grassi animali sia salutare, d'altra parte questa dieta si fonda sul concetto errato che gli uomini del Paleolitico avessero una dieta specifica, mentre in realtà la dieta variava in ragione delle caratteristiche ambientali in cui essi si trovavano a vivere. Pertanto, per la scienza paleontologica tali tipologie di alimentazione non sono uniformabili ad una sola dieta poiché coinvolgevano regimi alimentari tra i più variati; la paleodieta contemporanea si configura quindi come una pseudoscienza e un siffatto regime alimentare può portare a gravi conseguenze per la salute a seguito della mancanza di nutrienti essenziali.